# 역사 시뮬레이션 게임
역사 시뮬레이션 게임(歴史, historical Simulation game)은 시뮬레이션 게임 중에서도 '영토 확장을 위한 전투'를 모티브로 한 것이다. 일본에서는 그 중에서도, 역사상 실존했던 지역이나 국가나 인물 등이 등장하는 고대부터 근세까지의 역사를 다룬 게임을 가리켜 불리는 경우가 많다.

## 개요
보드 게임의 시뮬레이션에서는 그 초기부터 존재한 대표적인 분류이며, 워 시뮬레이션 게임의 대표이기도 했다. 컴퓨터 게임에서도 마찬가지지만, 일본에서는 PC 보급기에 등장한 코에이의 《노부나가의 야망》, 《삼국지》 등에 의해 확립된 장르라고 말해도 과언이 아니다. 또 근년에는, 전국통일이 주된 목적이었던 종래의 전쟁 중심의 게임에서, 《유로파 유니버설리스 2》, 《문명》과 같이 전국통일을 목적으로 하지 않고, 국가의 운영을 전면에 내세우는, 완전히 워 시뮬레이션의 범주에 속한다고 할 수 없는 작품도 많아지고 있다.
해외에서 '히스토리컬 게임'(historical game)이라는 용어도 있지만, 이것은 사실의 전장을 다루는 게임, 예를 들면 세키가하라 전투, 노르망디 상륙 작전이나 걸프 전쟁 등 과거의 전장을 재현한 게임을 가리키는 것으로, 일본에서 말하는 역사 시뮬레이션 게임과는 의미가 다르다.

## 정의
에이지 오브 엠파이어 시리즈나 문명 시리즈는 확실히 역사를 모티브로 하고 있지만, 맵이나 전술 화면에서 사실의 재현을 목표로 하고 있지 않는 등 역사 시뮬레이션 게임으로서의 요건을 갖추지 못하여, 역사 시뮬레이션에는 포함되지 않는다고 파악되기도 한다.
또 소설 《삼국지연의》는 사실을 바탕으로 한 픽션이지만, 모티브로 한 작품은 역사 시뮬레이션이라 여겨지는 경우가 많다. 그러나 같이 중국 3대 기서에 속하는 《서유기》를 소재로 한 작품은 비록 시뮬레이션 게임이라고 해도, 역사 시뮬레이션 게임으로 분류되는 경우는 드물다. 마찬가지로 3대 기서의 하나인 《수호전》를 모티브로 한 작품은 역사 시뮬레이션이라 여겨지기도 여겨지지 않기도 한다.
이처럼 정의로서는 애매한 용어이기도 하다.

## 주요 역사 시뮬레이션 게임
- 《유로파 유니버설리스 2》
- 《유로파 유니버설리스 3》
- 《빅토리아》
- 《크루세이더 킹즈》
- 《History of the World》
- 《마키아벨리》
- 《에이지 오브 엠파이어》 시리즈
- 《라이즈 오브 네이션즈》
- 《문명》
- 《토탈 워》 시리즈
- 《센고쿠 다이묘》
- 《천하통일》 시리즈
- 《노부나가의 야망》 시리즈
- 《삼국지》 시리즈
- 《시저》 시리즈
- 《참》 시리즈(斬シリーズ)
- 《전국사》(戦国史)
- 《센고쿠 동란》(戦国動乱)
- 《대항해시대》
- 《랑펠로》

## 같이 보기
- 경영 시뮬레이션 게임